# Dino Martinović
Dino Martinović, slovenski nogometaš, * 20. julij 1990, Karlovec.
Martinović je profesionalni nogometaš, ki igra na položaju vezista. Od leta 2022 je član italijanskega kluba Juventina. Pred tem je igral za slovenske klube Krko, Gorico, Krško, Belo Krajino in Adrio, italijanske Verono, AlbinoLeffe, Paganese in Forum Julii, švicarski Lugano, bolgarske Lokomotiv Plovdiv, Verejo in Etar ter kazahstanski Žetisu. Skupno je v prvi slovenski ligi odigral 79 tekem in dosegel šest golov. Leta 2007 je odigral eno tekmo za slovensko reprezentanco do 17 let.